# Villa Angarano
Villa Angarano è una villa veneta situata a Bassano del Grappa (Provincia di Vicenza). Originariamente concepita da Andrea Palladio intorno al 1548,solo le ali laterali furono costruite su progetto del celebre architetto. Il corpo centrale è opera di Baldassare Longhena nel Seicento.
L'edificio è dal 1996 nell'elenco dei patrimoni dell'umanità dell'UNESCO, assieme alle altre ville palladiane del Veneto.

## Storia
Della villa che Palladio progettò per il suo grande amico Giacomo Angarano nei dintorni di Bassano del Grappa esiste ben poco: solamente due barchesse che affiancano un corpo padronale dall'aspetto chiaramente seicentesco. La tavola dei Quattro libri dell'architettura di Palladio (II, p. 63) ci restituisce la planimetria del complesso nelle intenzioni dell'architetto: due barchesse piegate a “U” che serrano un corpo padronale fortemente sporgente.
Dai documenti sappiamo che sul sito preesisteva un edificio abitato da Giacomo: probabilmente fu per questo che si iniziarono i lavori dalle barchesse, lavori che si arrestarono prima di coinvolgere la ristrutturazione dell'antica casa, attuata in seguito, non certo secondo il progetto palladiano. In realtà non è sicura nemmeno la data di progettazione della villa. Tradizionalmente viene fatta risalire alla fine degli anni quaranta del Cinquecento, con solide argomentazioni, ma è possibile che sia invece connessa all'improvvisa eredità del fratello Marcantonio che Giacomo ottiene nel 1554, anche considerando che due anni più tardi questi acquisirà importanti cariche pubbliche a Vicenza. Angarano è un appassionato di architettura e stretto amico di Palladio, il quale nel 1570 gli dedica la prima metà dei Quattro Libri. 18 anni più tardi Giacomo è però costretto a restituire alla famiglia di sua nuora, rimasta vedova, l'intera dote, e ciò provoca un collasso finanziario che lo costringe a vendere la villa al patrizio veneziano Giovanni Formenti.

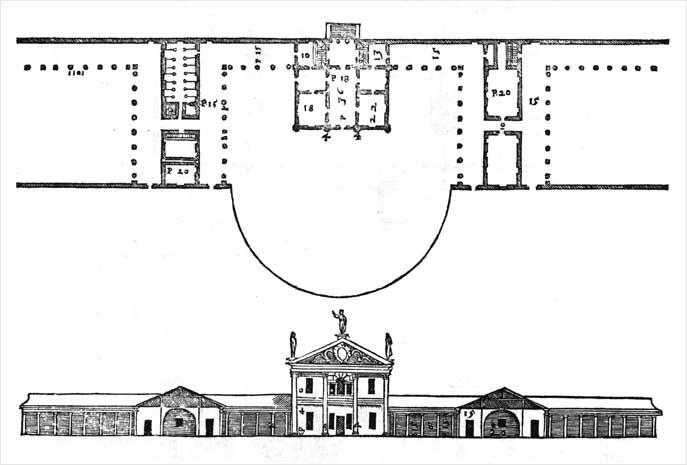
Progetto originario di Andrea Palladio (realizzato solo nelle barchesse laterali), da I quattro libri dell'architettura, 1571

## Descrizione

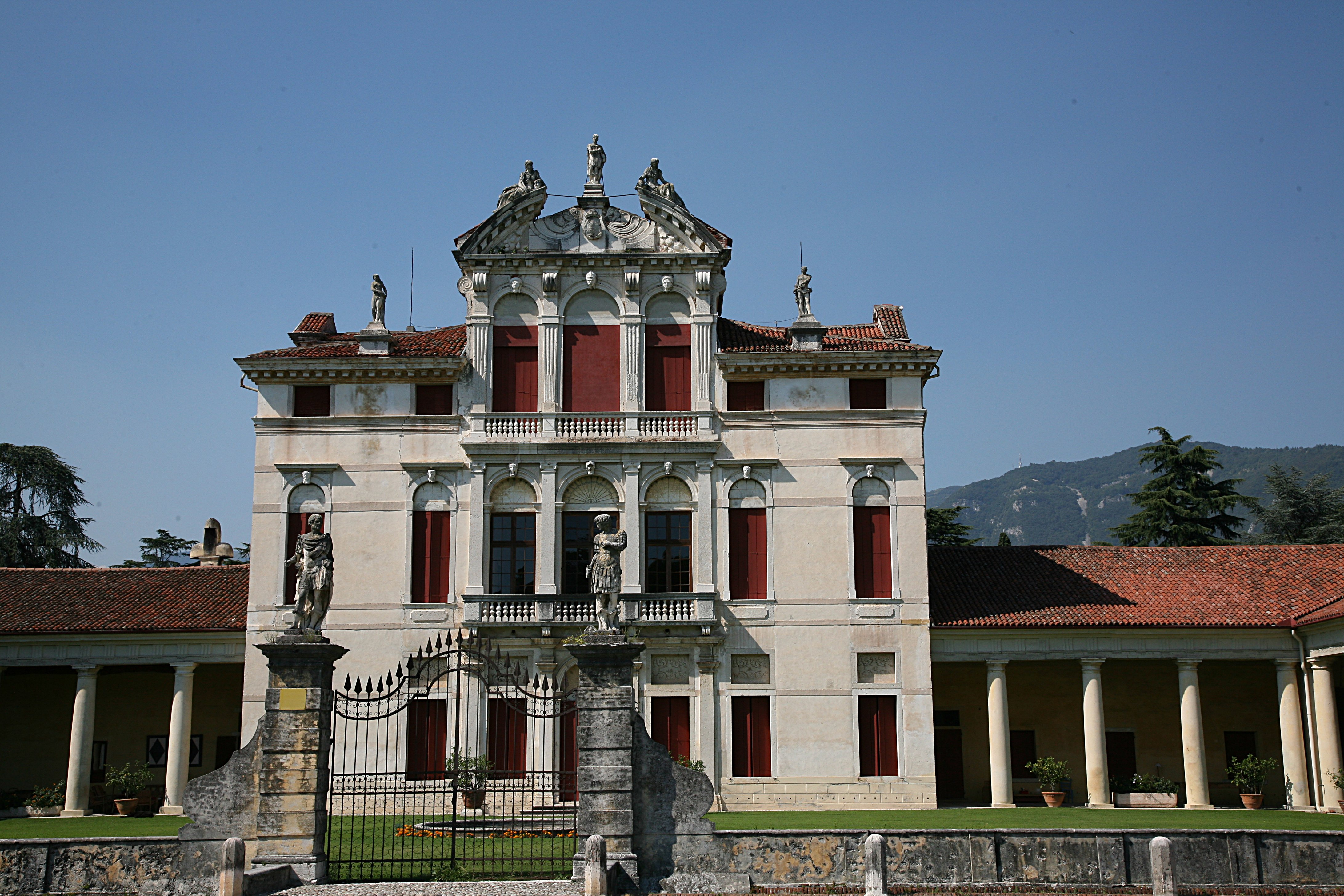
Il corpo centrale della villa, opera seicentesca di Baldassare Longhena

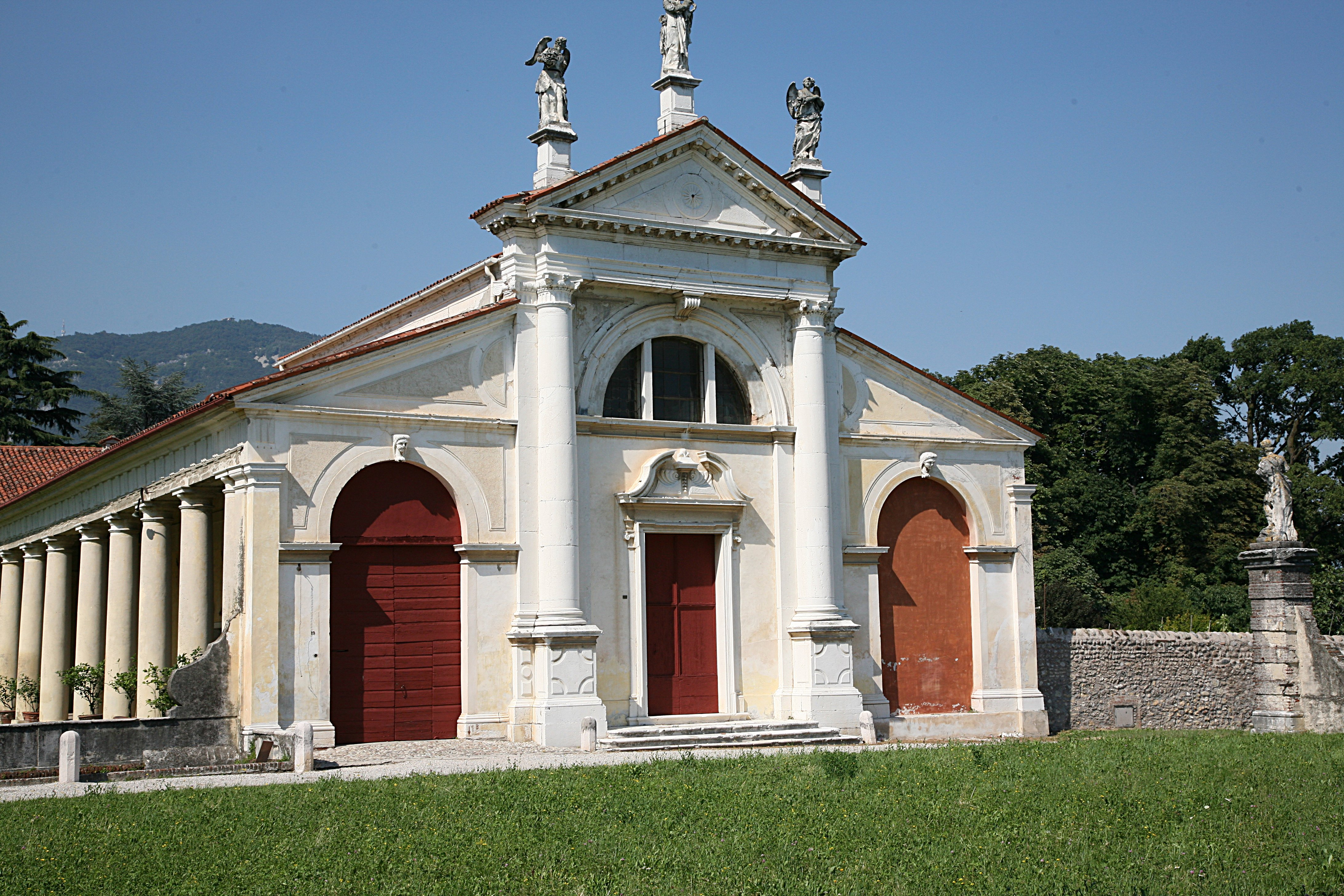
Cappella gentilizia ricavata in una delle barchesse laterali

La villa è parte di un complesso architettonico che si distribuisce attorno a due corti rettangolari: una completamente delimitata da edifici e destinata ad uso di servizio e agricolo, mentre la seconda è edificata solo su tre lati e delimitata da un muro di recinzione. In quest'ultima vi è l'edificio padronale affiancato dalle due barchesse. In questa villa si possono trovare degli elementi che si discostano lievemente dall'estetica palladiana, ad esempio il corpo centrale si eleva su tre piani e ricorda un elegane palazzetto di gusto tipico seicentesco. Peculiare anche il timpano curvilineo spezzato che corona la villa, tipico del gusto barocco, a contrasto con le forme del retro dell'edificio che ripresentano la struttura del fronte ma in modo più dimesso.
Il piano terra è adornato da lesene con capitelli tuscanici, il primo piano presenta lesene con capitelli ionici, mentre al secondo piano vi sono lesene barocche con volute. La parte centrale della facciata culmina in un frontone con spioventi ad arco spezzato, reggenti due statue giacenti, più una statua centrale stante su un piedistallo. Nelle barchesse sono allineate colonne di ordine tuscanico.
Le barchesse sono collegate alla corte da lunghi porticati di stile dorico e avevano all'epoca la funzione di separare la parte signorile della villa dagli edifici di servizio e dalle zone della servitù. La barchessa di destra termina con la cappella dedicata a S. Maria Maddalena. La cappella è a pianta ellittica, la facciata è invece squadrata e decorata da due semicolonne giganti che reggono il frontone triangolare e coronato da tre statue. 
Le statue all'interno della villa sono ad opera di Giacomo Cassetti.

## Il giardino
A nord del complesso architettonico si sviluppa un ampio parco signorile di tipico gusto ottocentesco. L'area della villa è circondata da una peschiera che l'abbraccia come derivante da un vecchio fossato medievale, ad oggi l'area è attraversata da un ponte che collega il giardino con un'area verde circoscritta. Vi è poi un'altra zona verde all'interno adibita a parco all'inglese con percorsi e zone di alberi.